# Genesis G70
Genesis G70 (укр. Дженесіс Джі70) — чотирьохдверний седан середнього класу, що виготовляється корейською компанією Hyundai Motor Company з 2017 року. Автомобіль представлений публіці 15 вересня 2017 року в Сеулі. У вересні 2020 року седан отримав плановий рестайлінг та отримав відповідність новій мові дизайну із так званими фарами Quad Lamp.

## Опис

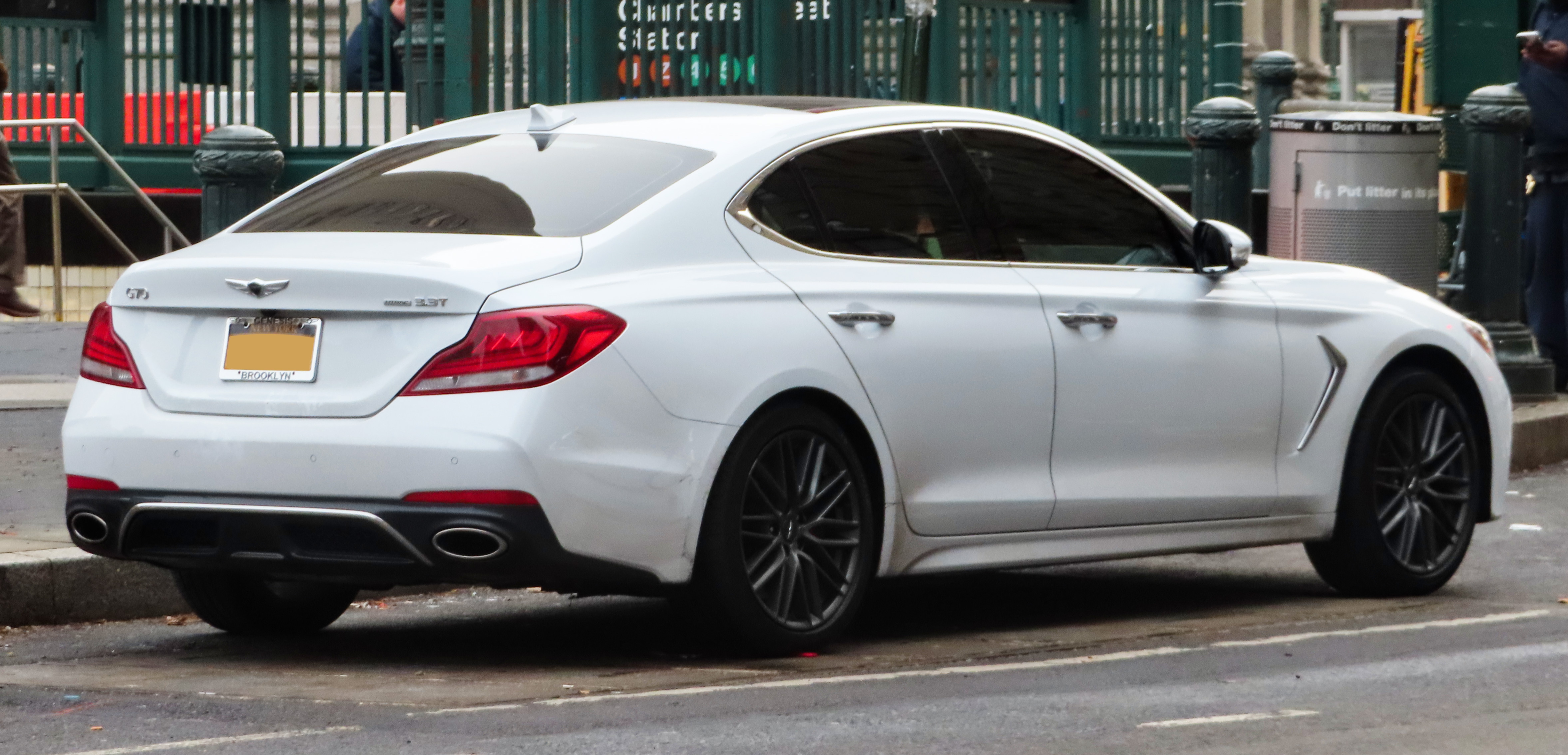
Genesis G70

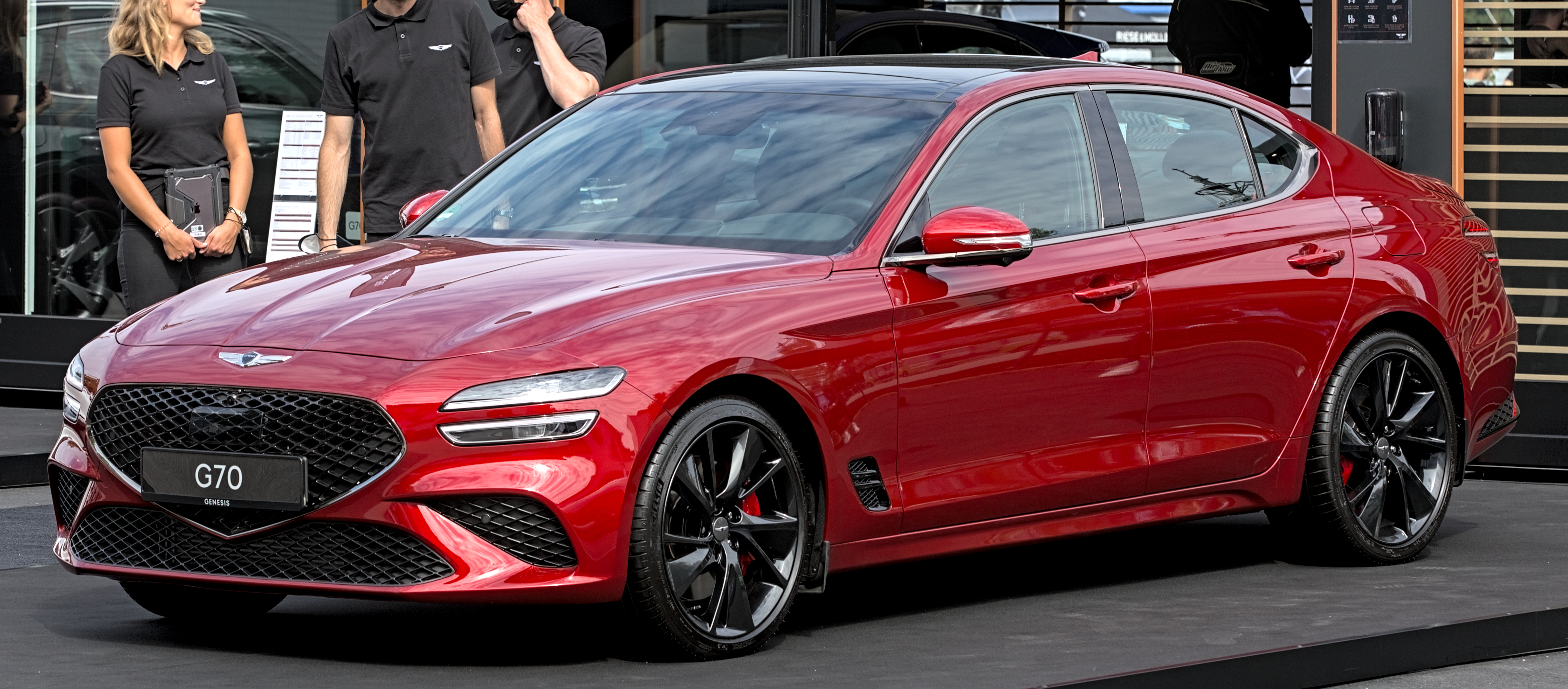
Після модернізації 2021

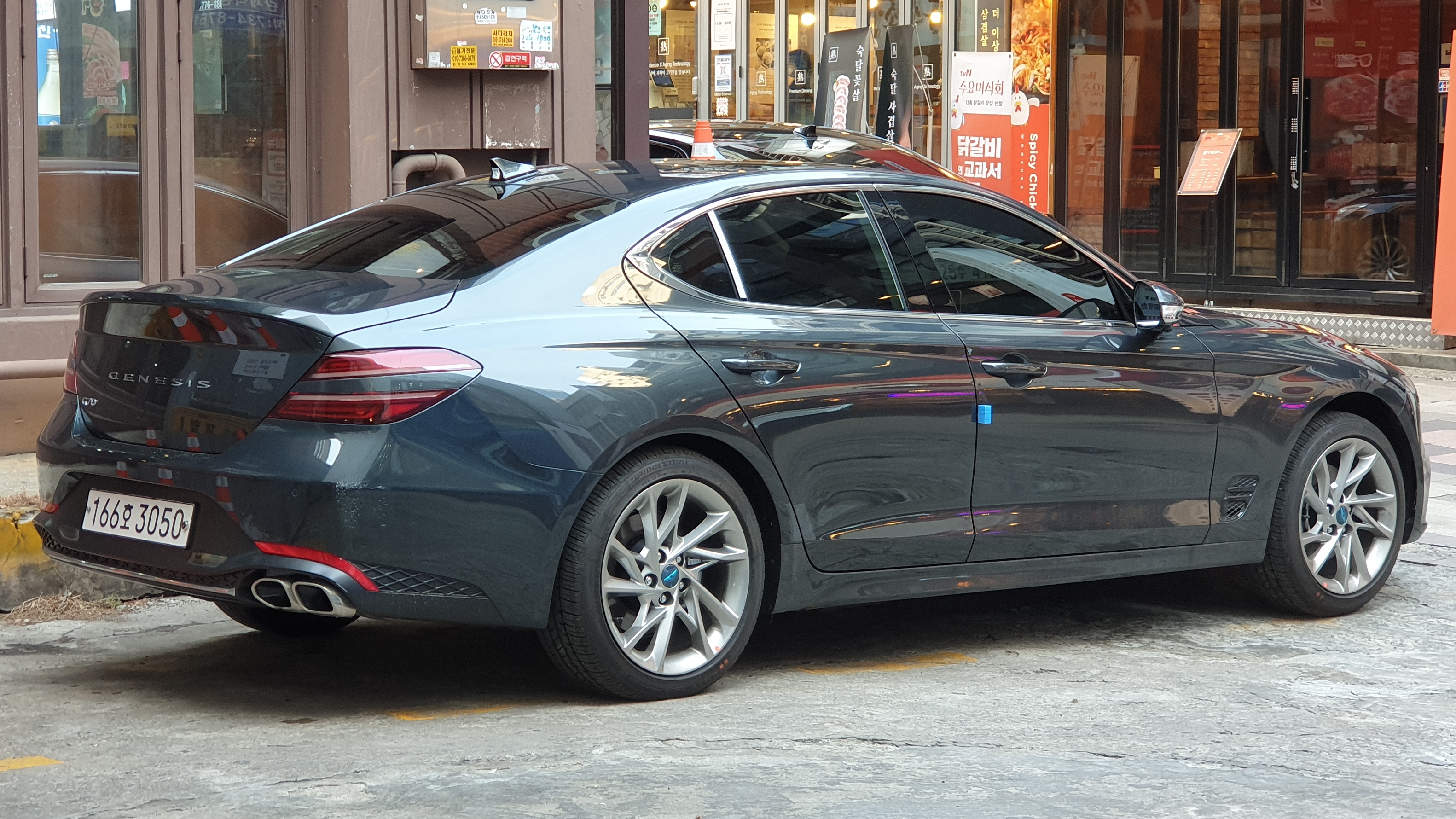
Після модернізації 2021

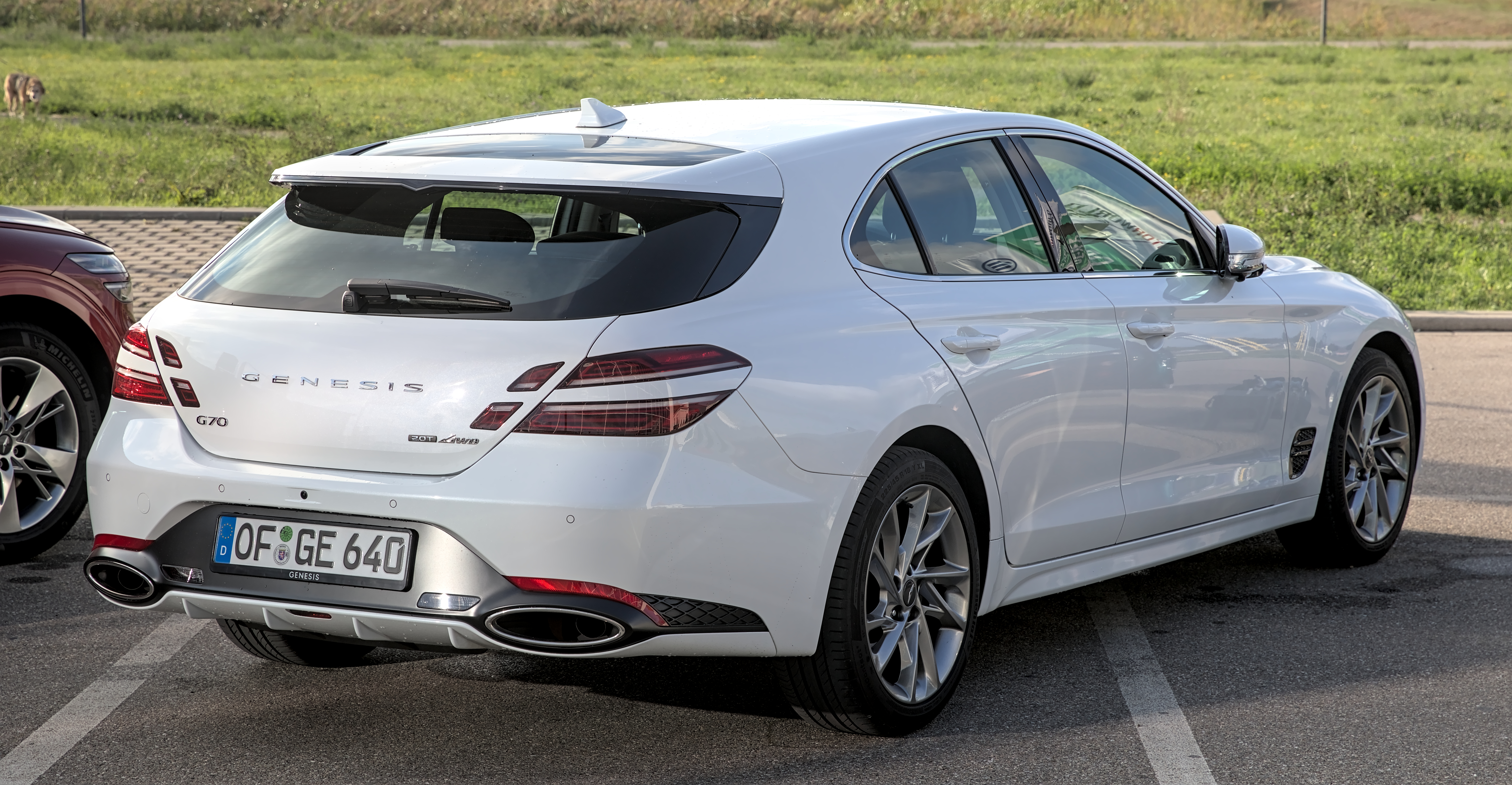
Genesis G70 Shooting Brake

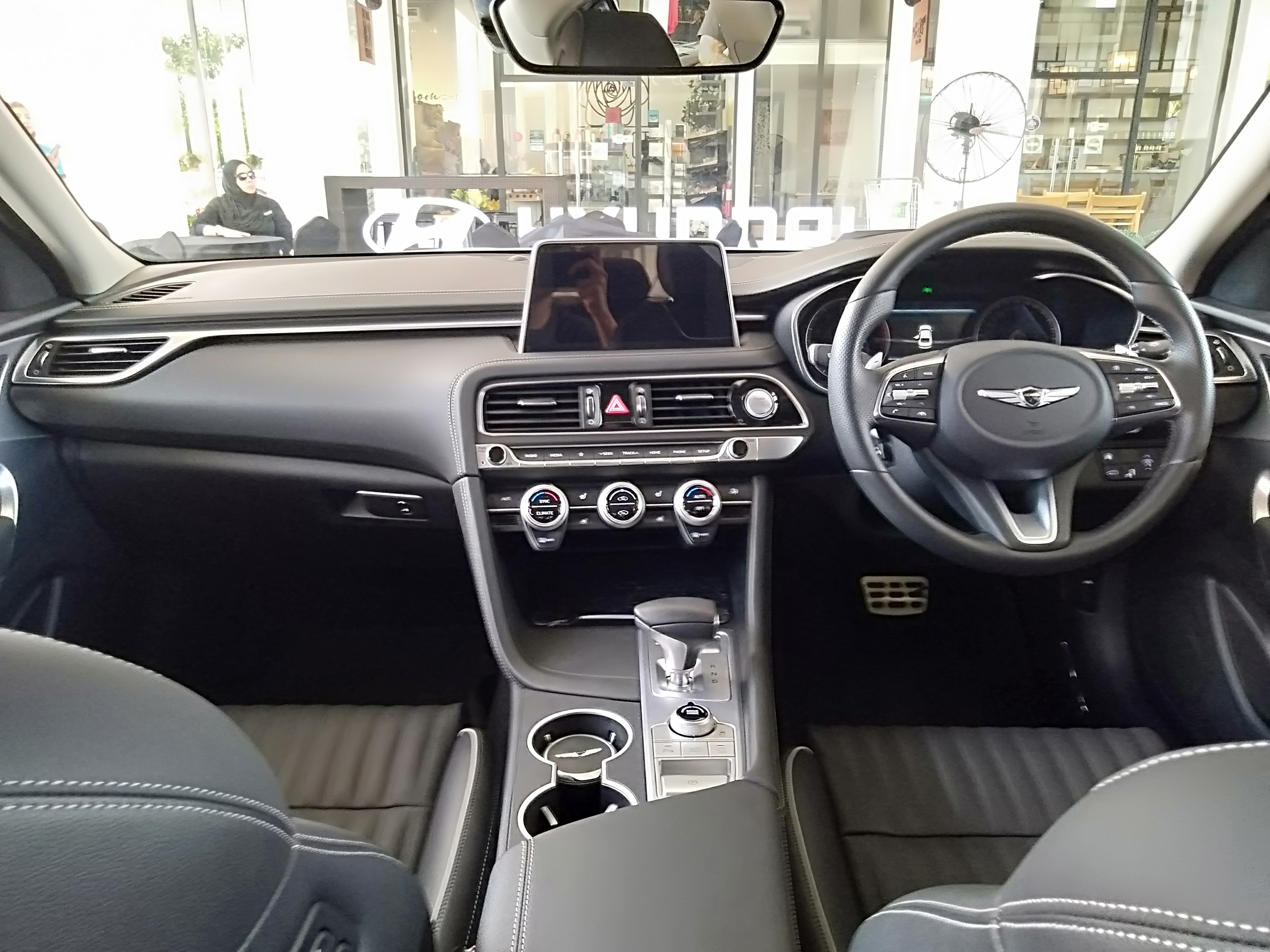
Салон

Довжина седана дорівнює 4685 мм, ширина і висота — 1850 і 1400 мм, а колісна база простягається на 2835 мм. Дизайн розробляли Петер Шраєр і Люк Донкервольке.
Автомобіль отримав нову заднєприводну платформу від Kia Stinger (спереду стійки McPherson, ззаду багаторичажна підвіска) і три двигуни: Lambda II V6 3.3 T-GDI (370 к.с., 510 Нм, версія G70 Sport), Theta II 2.0 T-GDI (252 к.с. або 255 к.с. з пакетом Sports Package, 353 Нм) і дизель R-FR 2.2 VGT (202 к.с., 441 Нм). Кожен двигун може поєднуватися з заднім або повним приводом, а коробка передач у всіх випадках — восьмиступінчаста АКПП.
Базовими також є launch-контроль, задній диференціал з механічним блокуванням і система Dynamic torque vectoring, яка пригальмовує колеса для більш ефективного проходження поворотів. Для версії Sport доступні також підвіска з електронним регулюванням і рульовий механізм із змінним передавальним числом.
В обробці використані шкіра наппа і алюміній. Є восьмидюймовий сенсорний екран і інтерфейси MirrorLink, Apple CarPlay і Android Auto. За звук відповідає система Lexicon з 15 динаміками.
Автомобіль має помічник руху по трасі Highway Driving Assist (HDA), з виходом в мережу інтернет і системою розпізнавання голосу на базі платформи штучного інтелекту Kakao I від Kakao Corp з обробкою інформації на сервері. Ще тут уже «в базі» встановлено дев'ять подушок безпеки і активний капот, підводиться при наїзді на пішохода.

### Двигуни
- 2.0 л Theta GDI turbo I4
- 3.3 л Lambda GDI twin-turbo V6
- 2.2 л R-Line CRDi VGT I4 (diesel)

## Продажі
| рік  | Пд. Корея | США    | Канада | глобально |
| ---- | --------- | ------ | ------ | --------- |
| 2017 | 44        |        |        | 2,195     |
| 2018 | 14,417    | 409    | 967    | 28,216    |
| 2019 | 16,975    | 11,901 | 1,119  | 28,181    |
| 2020 | 7,910     | 9,436  | 1,173  | 16,248    |
| 2021 | 7,429     | 10,718 | 1,160  | 19,937    |